# Hayley Hasselhoff
Hayley Amber Hasselhoff (Los Angeles, 26 agosto 1992) è una modella e attrice statunitense.

## Biografia
Figlia degli attori David Hasselhoff e Pamela Bach, ha una sorella di nome Taylor. Inizia ad apparire in televisione già all'età di sette anni nella serie televisiva Baywatch in cui recita il padre. Modella extra-large rappresentata dalla Ford Models, sfila dall'età di 14 anni. Attualmente è testimonial della Torrid, nota marca britannica, e partecipa spesso alla settimana della moda di Parigi.

## Filmografia
- Baywatch (1999-2000)
- Huge - Amici extralarge (2010)
- Coppia di re (2012)